# Francisco Riba-Rovira
Francisco Riba-Rovira también conocido como Francesc (Barcelona, 1913, París, 2002) fue un pintor español. 

## Inicios
Trabajó para pagarse sus estudios en la Escuela Superior de Bellas Artes de Barcelona, saliendo licenciado en composición en 1936. 
Con el Gratacels participa en el I Salón d´IndeFendents, celebrado en Barcelona en 1936.
Comenzó a cosechar éxitos con su pintura un par de meses antes del comienzo de la guerra civil española. Debido a que luchó contra la rebelión dirigida por Francisco Franco contra el gobierno establecido de la Segunda República española, al finalizar la guerra tuvo que exilarse a Francia, donde a su vez es perseguido y encarcelado por la Gestapo durante la ocupación alemana.

## Exilio y Cautiverio en campo de concentración
En el prólogo de la exposición de Gertrude Stein, esta señala que Riba Rovira fue arrestado por la Gestapo. Los soldados nazis que lo mantuvieron prisionero, fueron nazis de las SS de los Países Bajos. Después de un intento de fuga, al segundo intento, logró escapar del campo en el que había sido encarcelado, el cual, estaba cerca de Vannes en la Bretaña francesa. Eligió un día que estaba lloviendo mucho para que los perros no pudieran seguir su rastro, durante su huida tuvo que pelear contra un soldado nazi de la SS holandesa. Después de la guerra, él comentó que se enteró de que unos días después de que escapara del campamento, los nazis llevaron un tren de soldados republicanos españoles al campo de concentración de Mauthausen, uno de los campos de concentración más duros de los nazis.
Tras su huida llega a París, donde decide instalarse para pintar, en 1944. Primero se instaló en el número 27 y después en el 29 de la calle Guénégaud, cerca del Pont Neuf  y de la calle de Seine , cerca de Saint Germain des Prés . A Riba Rovira también le gustaba el jazz y el ir al Bar Vert en París.

## Gertrude Stein
Conoce accidentalmente a Gertrude Stein cuando ella paseaba con su perro "Canasta" por los muelles del Sena. Ella quedó entusiasmada con él, y presentó su primera exposición de la postguerra en la Galería Roquépine, de París, en 1945. La siguiente es una traducción del prólogo de Stein a la exposición de Francisco Riba-Rovira en Roquepine Gallery en mayo de 1945: 

Es inevitable que cuando realmente necesitamos a alguien lo encontremos. La persona que necesitas te atrae como un imán. Volví a París después de vario largos años pasados en el campo y necesitaba un joven pintor, un joven pintor que me despertara. París era magnífico, pero ¿dónde estaba el joven pintor? Miré por todas partes: en mis contemporáneos , sus seguidores. Caminé mucho, busqué por todas partes, en todas las galerías, pero el joven pintor no estaba allí. Sí, yo camino mucho, mucho por la orilla del Sena, donde pescamos, pintamos, paseamos a nuestro perros (yo soy una de los que pasea a sus perros). ¡No es solo un joven pintor! Un día, en la esquina de una calle, en una de estas pequeñas calles de mi barrio, vi a un hombre pintando. Lo miré, a él y a su pintura, ya que siempre busco que todo el mundo crea que tengo una curiosidad infatigable por buscar, y me conmovió. Sí, ¡un joven pintor! Comenzamos a hablar, porque hablamos con facilidad, con tanta facilidad como en los caminos rurales, en las pequeñas calles del barrio. Su historia fue la triste historia de los jóvenes de nuestro tiempo. Un joven español que estudió Bellas Artes en Barcelona, la guerra civil, el exilio, un campo de concentración, escapar, Gestapo, otra prisión, otro escape…¡ Ocho años perdidos! Si se han perdido, ¿quién sabe? Y ahora un poco de miseria, pero de todos modos, la pintura. ¿Por qué me parece que él fue el joven pintor?, ¿por qué? Visité sus dibujos, sus pinturas y estuvimos hablando. Le expliqué que para mí, todo la pintura moderna se basa en lo que Cézanne no había conseguido hacer.Cuando no podía hacer una cosa la apartaba. Ha insistido en demostrar su incapacidad; ha expuesto su falta de éxito, y mostrar lo que no podía hacer resultó en él una obsesión. Los artistas influenciados por él estaban igualmente obsesionados por las cosas que no podían conseguir y comenzaron el sistema de camuflaje. Era natural e incluso inevitable hacerlo, y esto se convirtió pronto en un arte: Matisse ha camuflado y ha insistido al mismo tiempo en lo que Cézanne no pudo realizar, y Picasso ha camuflado, jugado y atormentado todas estas cosas...". El único que quiso insistir sobre el gran problema de Cézanne fue Juan Gris, pero fue una tarea demasiado dura para él y murió haciéndolo.  Y ahora, aquí me encuentro a un joven pintor que no sigue la tendencia de jugar con lo que Cézanne no podía hacer, pero que ataca directamente las cosas que había intentado hacer: crear los objetos que deben existir por sí mismos y no en relación con los demás. Por ello estoy fascinada. Este joven tiene habilidad y fuerza". Su fuerza le impulsará en este camino. Me fascina y es por eso que él es el joven pintor que yo necesitaba. Él es Francisco Riba-Rovira.
Gertrude Stein À la recherche d'un jeune peintre (1945),de la revista Fontaine, Director Max-Pol, nº42,pag.287-288

Gertrude Stein le presenta también a Picasso y le introduce en el círculo de sus amistades.
Debido a la relación que mantuvieron, Riba-Rovira realizó un retrato de Gertrude Stein que aparece en el catálogo, con prólogo de Gertrude Stein, para la exhibición de Roquepine Gallerie en 1945.

## Estilo
Francisco Riba-Rovira perteneció a la manera de pintar que se suele denominar la Escuela Moderna de París . Cuando vivía en París, antes de quedarse en la calle Guénégaud en su apartamento "atelier", se fue por un corto tiempo enfrente del Sena, cerca de la catedral de Notre Dame , en el edificio justo en frente de la Prefectura de Policía, donde Matisse tenía su lugar de trabajo . Pero Paco, como le llamaban, no se quedó allí mucho tiempo. La calle Guénégaud era su residencia principal en Francia, donde se mantuvo hasta el final de su vida. 
Acerca de su arte, él solía decir que era muy difícil para un pintor que nació después de los impresionistas. Le gustaba mucho estos pintores, especialmente Sisley, Pissarro... Sobre pintores españoles tenía gran predilección por Goya.
Según Petisné-Giresse en muchas figuras de Riba-Rovira reencontramos un hieratismo evocador de El Greco, y, "por el contrario, todo se anima en los paisajes. El todo está orquestado en una especie de ballet barroco. Los árboles, el agua del río participan en el concierto". Tal vez sea en los bodegones (pues bodegones suelen ser, más que naturalezas muertas) donde Riba Rovira sensualiza más gravemente su cubismo esencial, dotado de un color jugoso y compacto, y tan musical siempre que si no fuera por la disciplina interior que rige cada cosa se convertirían en líricas representaciones escenográficas. Esta sugestión se hace acuciante en los paisajes, donde el color y un misterioso eros subreal consiguen desplazar el rigor de sus disposiciones geométricas. Una alegría contenida hincha las velas subreales de molinos y banderas, animándose el paisaje cubista con noticias fauves: carmines y azules sobre los macizos grises que se argentan en las tierras y en el vecino mar. Un acento personalísimo lo abstrae todo. La imaginación, al someterse a una experta disciplina, da lugar a una obra plena de singularidades."
A pesar de tener fuertes opiniones políticas, los cuadros de Riba-Rovira no tienen una inspiración política. Pero cuando en 1964 hubo una gran huelga de mineros en Asturias, él junto con Picasso y otros artistas, hicieron un libro de apoyo con dibujos, fotografías, acuarelas y  poemas.
Los colores que utilizaba en su obra eran hechos por él mismo. Él normalmente compraba "pigmentos" en las tiendas especializadas y después los quemaba a unos 800 grados y así sucesivamente para conseguir el color deseado. 
Su visión era la vida al servicio del arte y no al contrario. ¿Cuál era su punto de vista filosófico? Tenía una gran admiración por Max Stirner. 
Sería una injusticia grande hacer caso omiso de la ayuda que el exalcalde de Madrid tuvo para él, el señor Agustín Rodríguez Sahagún, en 1976, que en ese momento muy difícil supo poner de relieve su pintura, en particular, sus dibujos. 
Cómo no citar su encuentro con Basilio Muro en 1983, que ocurrió aproximadamente seis años después de su reunión con el exministro de Defensa Agustín Rodríguez Sahagún. Esta reunión tuvo un papel decisivo en el impulso de su carrera como pintor.
Basilio Muro visitó el estudio de trabajo del artista de la calle Guénégaud en París, para ver sus obras. 
Basilio Muro, que vive en Valencia, es uno de los grandes especialistas en España de la Escuela de París.En aquellos momentos le apoyó mucho y aún hoy continúa su compromiso con él. Para darse cuenta de esto, solo basta con ir a ver las imágenes que muestra en su galería.

## Exposiciones
- Galería Roquépine de París en mayo y noviembre de 1945 Preface de Gertrude Stein y su retrato en la primera plaza del catálogo .
- 1945 Exposición de Arte Catalán Moderno .Con Picasso , Juan Miro , Fonseret etc .Por "Prisonniers et Déportés et autres œuvres sociales de SOLIDARITE CATALANE" , Gallerie de Arte Altarriba Paris 6è .
- 1949 Exposición "The Palace of the Legion of Honor"(ahora pertenece a los Fine Arts Museums) San Francisco ,U.S.A.: El retrato de Gertrude Stein by Riba-Rovira.
- 1951 Bienal de Menton
- 1952 Exposición Galerie La Boetie salon des Jeunes Peintres Paris con Pelayo , Rebeyrolle .
- 1952 Exposición Salle André Bauger Paris
- Galería Bernheim, en 1954, con gran aceptación de la crítica y éxito de ventas.
- Passedoit-Gallery de Nueva York (1955)
- 1955 Exposición "Homenaje a Machado", Maison de la Pensée Française , 2 rue de l’Elysée . Con Picasso , Pelayo , Peinado , Juan Miró etc
- Salon de la Jeune Peinture y Salon d´Octobreen de París (1957)
- Deutsch - Ibero - Amerikanische de Frankfort (1959)
- Museum of Modern Art de Cincinnati (1962)
- Salon des Independents participa de 1960 a 1965
- Salon de I´Automne de 1966 a 1969
- Salon des Surindependentsen 1975
- 1980 Exposición Galerie Claude Renaud Paris
- 1983 Galería Muro Valencia España
- 1985 Exposición Retrospectiva PLACA Pinturas y sculturas contemporenos F.I.A.P.Paris
- Obras suyas figuran en diversos museos, entre otros, The Museum of Modern Art, de Nueva York.
- 2011 "Seeing Gertrude Stein: Five Stories" San Francisco. Con Matisse, Cezanne, Picasso y otros, el retrato de Gertrude Stein por Riba-Rovira.
- 2011/2012 "Seeing Gertrude Stein: Five Stories" Washington. Con Matisse, Cezanne, Picasso y otros, el retrato de Gertrude Stein por Riba-Rovira.
- The Steins Collect :Cezanne, Matisse , Picasso and the Parisian Avant-Garde 22 de febrero-3 de junio de 2012 Metropolitan Modern Art Museum of New York En esta exposición se puede ver el retrato realizado por Riba-Rovira de Gertrude Stein .
- 2012 Exposición Galería Muro Valencia Febrero/Marzo  "Homenaje a Gertrude Stein" Francisco Riba-Rovira .